# Miraflores (distrito de Lima)
O distrito de Miraflores é um dos quarenta e três distritos que formam a Província de Lima, situada na zona costeira do Peru. Limita ao norte com o distrito de San Isidro, ao leste com os distritos de Santiago de Surco e Surquillo, ao sul com o distrito de Barranco e ao oeste com o Oceano Pacífico. Graças aos seus lindos parques e a bela vista panorâmica ao mar, é o distrito mais procurado e visitado pelos turistas em Lima.
Miraflores ocupa o segundo lugar no ranking de desenvolvimento humano dos distritos do Peru, alcançado apenas pelo distrito de San Isidro.

## Localização
O distrito de Miraflores se encontra dentro da Província de Lima. Possui uma extensão de 9,62 quilômetros quadrados e aproximadamente 85.000 habitantes.

## Atrações Turísticas
Pelo seu alto nível de segurança, um grande número de turistas de todo o mundo preferem o distrito, e por essa razão, muitas redes mundialmente famosas de hotéis encontram-se no distrito.
Além dos seus parques bem cuidados e da bela vista panorâmica da baía de Chorrillos, os pontos turísticos mais conhecidos são:
Huaca Pucllana: Foi um dos centros cerimoniais administrativos mais importantes da Civilização Lima (100- 650 dc). O sitio arqueológico ocupa uma area de 6 hectares (Originalmente eram 18 hectares), e se estima que foi construída no século VI depois de Cristo. Atualmente é um dos sítios arqueológicos mais conservados e visitados de Lima. 
Parque central de Miraflores: Localizado no coração de Miraflores, esse parque é muito visitado pelos turistas por ter um grande número de restaurantes e lanchonetes aos seus arredores. Nesse parque muitos artistas oferecem suas obras de arte, e podemos encontrar muitos gatos . Em frente ao parque está a Igreja Matriz Virgem Milagrosa e a Prefeitura de Miraflores
Shopping Larcomar: É famoso por estar localizado na beira de uma falésia com uma bela vista ao Oceano Pacífico. Possui muitas lojas famosas, bares, restaurantes, miradouros, etc.

## Cidades Irmãs
- Pensacola, Flórida, Estados Unidos [1]
- Las Condes, Santiago, Chile
- Sonsonate, El Salvador
- Málaga, Andaluzía, Espanha
- Viña del Mar, Região de Valparaiso, Chile
- Punta del Este, Departamento de Maldonado, Uruguai
- Pisco, Departamento de Ica, Peru

## Transporte
O distrito de Miraflores não é servido pelo sistema de estradas terrestres do Peru, visto ser uma comuna urbana da Área Metropolitana de Lima